# Henrik angol királyi herceg
Henrik (1155. február 28. – Martel vára, 1183. június 11.) angol társuralkodó, II. Henrik angol király és Aquitániai Eleonóra angol királyné fia. 
Édesanyjának II. Henrik már a második férje volt, ugyanis első férjétől, VII. Lajos francia királytól elvált 1152. március 18-án, 15 évnyi házasság után, mivel nem tudott trónörököst adni hitvesének, csak két lányuk született: Mária és Alíz. (Még azon év május 18-án nőül ment Henrikhez, akinek már képes volt fiúgyermekeket szülni a Plantagenet-dinasztia fennmaradása érdekében.)
Hét testvére volt:
Vilmos, Richárd, Gottfried, János, Matilda, Eleonóra és Johanna. (Vilmos még csecsemőkorában meghalt, így Henrik öccsei kezdtek vetélkedésbe apjuk koronájáért. Míg az idősödő király szeme fénye legkisebb fia, a szerény uralkodói képességekkel megáldott János volt, addig Aquitániai Eleonóra kedvenc gyermeke Richárd volt, tehát a négy életben maradt fivér közül nem tűnt egyértelműnek, hogy Henrik örökli majd a trónt apjuk halála után, hiába volt ő a legidősebb négyük közül.)
1170 júniusában, 15 évesen, még apja életében sor került Henrik koronázására, habár úgy tűnt, a most már hivatalosan is megkoronázott trónörököst nem igen érdekelték Anglia mindennapos, hétköznapi ügyes-bajos dolgai, egyszóval az ország kormányzása, de azért mégis csak fontos politikai szerep jutott neki apja élete vége felé, melynek első momentumaként, 1160. november 2-án hivatalos eljegyzésre került sor Franciaországi Margit hercegnő, VII. Lajos francia király és annak második felesége, Kasztíliai Konstancia leánya között. (Henrik ekkor mindössze öt esztendős volt, míg Margit csupán kettő.) II. Henrik különösen fontosnak tartotta fia menyegzőjét a francia királylánnyal, mivel családi öröksége, azaz szülei, Plantagenet Gottfried gróf és Angliai Matilda hercegnő igényt formált a Franciaország területén fekvő Normandiára. (II. Henrik anyai nagyapja nem más volt, mint I. Henrik angol király, ráadásul VII. Lajos tulajdonképpen II. Henrik hűbérese volt, Franciaország pedig az angol király hűbérbirtoka, így hát az öreg király úgy gondolta, az előnyös frigy által még inkább jogot formálhat majd erre a hatalmas kiterjedésű birtokra.)
1172. augusztus 27-én, a winchesteri székesegyházban, még ha csak formálisan is, de a jegyespár megesküdött, az ifjú férjet pedig másodszorra is megkoronázták. (Ekkor Henrik tizenhét, Margit tizennégy éves volt.) A trónörökös ezek után nyílt lázadást szervezett apja ellen, mivel nem tudta már kivárni, mikor üresedik meg számára a trón. A felkelés 1173-74-ben zajlott, s fia kezdeményezését támogatta édesanyja, Eleonóra királyné is, aki sok éves házasságuk alatt meggyűlölte férjét, mivel az mindvégig szeretőket tartott, s törvénytelen gyermekeket nemzett nekik.) Az apa és fia közti konfliktus onnan eredt, hogy a király három kastélyt odaajándékozott Henrik örökségéből másik fiának, János hercegnek, aki akkor épp nősülni készült. Erre Henrik, összefogva anyjával, és két öccsével, Richárddal és Gottfrieddal, sereget állított fel az uralkodó ellenében. A trónörökös 1173 márciusában a francia király oltalmát kérte apja haragja elől, amikor ,,hűbérese" udvarába menekült, ahol később csatlakozott a herceghez Richárd és Gottfried is, a királynét azonban II. Henrik őrizetbe vette, majd pedig börtönbe vetette az asszonyt.
VII. Lajos igyekezett több befolyásos uralkodót (Flandria, Boulogne és Blois grófjai, valamint Oroszlán Vilmos skót király) is a száműzetésbe kényszerült herceg mellé állítani, amennyiben trónra kerülése után Henrik nekik is juttat majd birtokokat kiterjedt birodalmából, ám a kezdeti hadi sikerek után az angol király csapatai megsemmisítő csapást mértek a lázadó erőkre. 1174-ben úgy tűnt, a felkelők új erőre kaptak, csakhogy július 8-án II. Henrik, aki addig Normandiában tartózkodott hadseregével, partra szállt Angliában, július 13-án pedig, az Alnwick melletti ütközetben az öreg király fogságába esett a skót király, valamint annak támogatói is. A megtorlás gyors, kegyetlen és következetes volt, a lázadókat nyomban kivégeztette az uralkodó. Ezt követően a király visszatért Normandiába, ahol fia, Henrik pártfogói ellen is győzedelmeskedni tudott, akik kénytelenek voltak megadni magukat II. Henriknek, s könyörögni neki az életükért, lázongó gyermekeivel viszont meglepő módon elnéző volt: Gottfried például ,,csak" annyi büntetést kapott, hogy jövedelme a felére csökkent ezután.

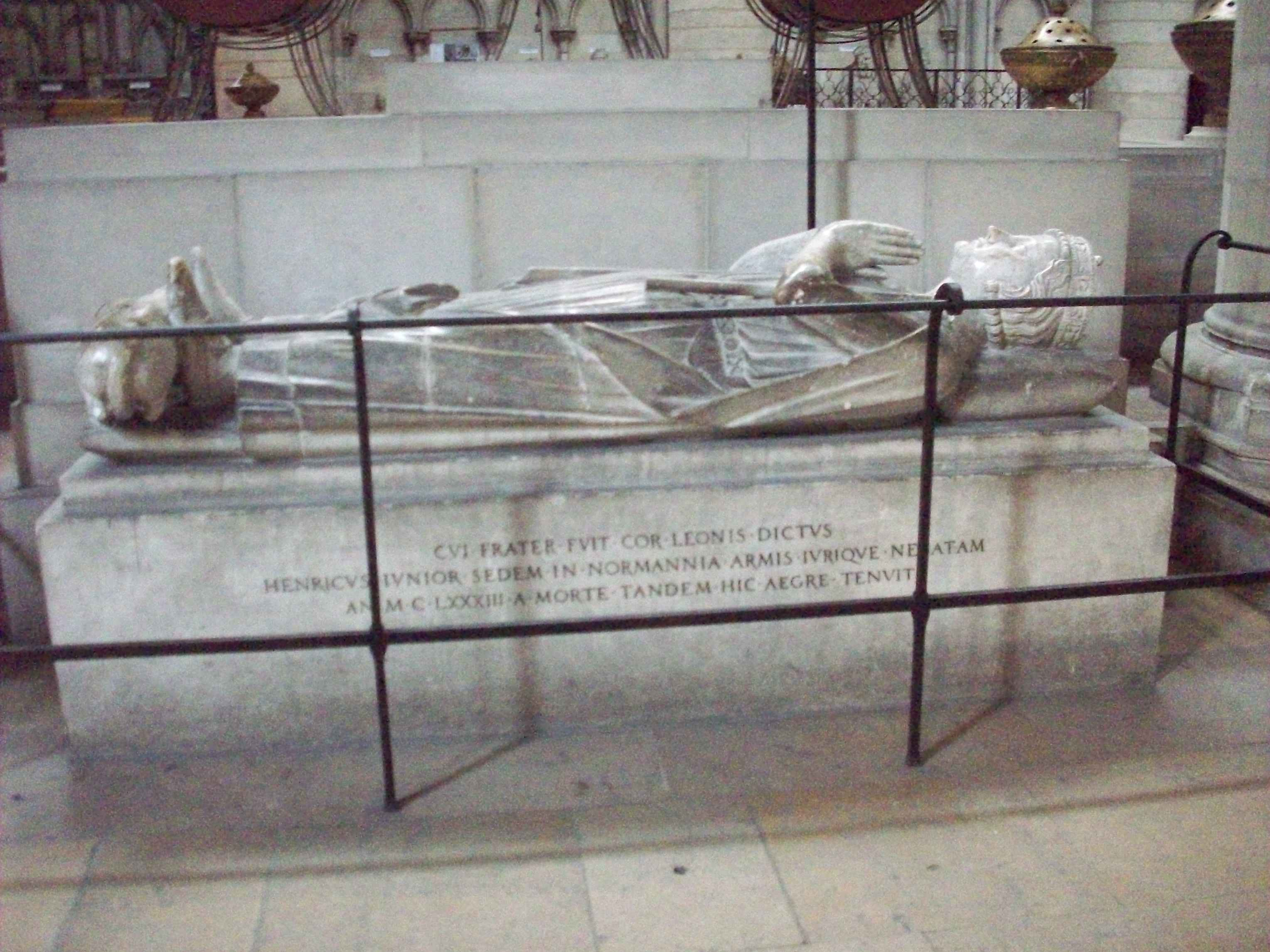
Henrik sírja a roueni székesegyházban

1182-ben az egykoron szövetséges, összetartó fivérek egymás ellen fordultak a korona mielőbbi megszerzése okán, ami politikai értelemben akkor épp kapóra jött II. Fülöp Ágost francia királynak, aki VII. Lajos fia volt. 1183 elején a herceg jobbnak látta, ha hitvesét, Margitot annak szülőhazájába, Franciaországba küldi, hogy az asszony biztonságban lehessen addig, míg a Richárd és Henrik közti viszály véget nem ér így vagy úgy. A küzdelem elfajulásának végül a trónörökös, Henrik herceg halála vetett véget 1183. június 11-én, a  Martel várban, majd pedig a soron következő trónörökös, Richárd volt kénytelen megvédelmezni örökségét öccsei, Gottfried és János kapzsiságával szemben, mely sikerült is neki, kitartása jutalma pedig az angol korona lett II. Henrik 1189-es halálát követően. Ami a fiatalon, 28 évesen elhunyt herceg házasságát illeti, feleségével csupán egy közös gyermekük született 1177. június 19-én: Vilmos, aki sajnos csak három napot élt.